# Rally Costa Brava de 1977
El Rally Costa Brava de 1977, oficialmente 25.º Rally Costa Brava, fue la vigésima edición, la sexta cita de la  temporada 1977 del Campeonato de Europa de Rally y la segunda de la temporada 1977 del Campeonato de España de Rally. Se celebró del 18 al 20 de febrero.

## Clasificación final
| Pos. | Piloto                    | Copiloto          | Automóvil                | Tiempo  | Diferencia |
| ---- | ------------------------- | ----------------- | ------------------------ | ------- | ---------- |
| 1.   | Beny Fernández            | Antonio Doural    | Ford Escort RS 1800 MKII | 3:31:25 | 0.0        |
| 2.   | Jorge de Bagration        | Manuel Barbeito   | Lancia Stratos HF        | 3:36:14 | +4:49      |
| 3.   | Fernando Lezama           | Juan Manuel Abans | Ford Escort RS 1800 MKII | 3:37:03 | +5:38      |
| 4.   | Flory Roothaert           | Eric Symens       | Opel Kadett GT/E 16V     | 3:37:04 | +5:39      |
| 5.   | Josep María Fernández     | Alfred Cortel     | Porsche 911 Carrera RS   | 3:38:10 | +6:45      |
| 6.   | Heinz-Walter Schewe       | Günther Dederichs | Porsche 911 Carrera RS   | 3:38:56 | +7:31      |
| 7.   | Claudi Caba               | Joan Aymamí       | Porsche 911 Carrera      | 3:40:02 | +8:37      |
| 8.   | Jean-Sébastien Couloumiès | Edmond Bondenet   | Opel Kadett GT/E         | 3:41:43 | +10:18     |
| 9.   | Pedro Bonet               | Joan Arnella      | Ford Escort RS           | 3:42:03 | +10:38     |
| 10.  | Attila Ferjáncz           | Ferenc Iriczfalvi | Renault 17 Gordini       | 3:50:20 | +18:55     |